# Chilei labdarúgó-bajnokság (első osztály)
A Primera División a chilei labdarúgó-bajnokságok legfelsőbb osztályának elnevezése 1933 óta. A ligát tizenhat csapat részvételével bonyolítják le és a szezonokban két, egyfordulós bajnokságot rendeznek (Apertura és Clausura).

## Története
Dél-Amerika harmadik legidősebb bajnokságát 1933. május 31-én, Santiagóban hozták létre.
A professzionális bajnokságot nyolc csapat részvételével a Liga Profesional de Football de Santiago (LPF) irányítása alatt rendezték és az első körmérkőzéses sorozatban a Magallanes együttese végzett az élen.

### A professzionális liga alapító együttesei
| Csapat                   |
| ------------------------ |
| Audax Italiano           |
| Colo-Colo                |
| Green Cross              |
| Magallanes               |
| Morning Star             |
| Santiago Badminton       |
| Santiago National        |
| Unión Deportiva Española |

A következő szezonban négy csapattal (Ferroviarios, Carlos Walker, Deportivo Alemán, Santiago) bővítették a liga létszámát és 1935-től bevezették a másodosztály küzdelmeit.
1997-ben vezették be első alkalommal az Apertura-Clausura rendszert, melyben a bajnoki szezonokat két sorozatban játsszák le a csapatok és mindkét sorozatban bajnokot hirdetnek, viszont a Clausura bajnoka nevezhető az adott év bajnokának. 1998-tól 2001-ig visszatértek az egy szezonos küzdelmek, 2002 óta azonban a szezon újra két kiírásból áll, kivétel a 2010-es sorozat, melyet a februári földrengés miatt, európai szisztéma szerint rendeztek meg.
Összesen 51 klub játszott legalább egy szezonban a Primera División-ban, és ezek közül 16 nyerte meg a bajnokságot legalább egyszer.
A főváros, Santiago dominál a bajnokságokban, a Colo-Colo az egyetlen csapat, akik még sosem estek ki a Primera División-ból és 31 bajnoki címével a legsikeresebb egyesület. 17 győzelemmel követi őket a Universidad de Chile, és 12 trófeával az Universidad Católica.
A Cobreola csapata végzett legtöbbször az élen a vidéki csapatok rangsorában, összesen 8 alkalommal.

## A 2014-2015-ös szezon résztvevői
| Csapat                    | Város       | Alapítás            | Stadion                 | Férőhely |
| ------------------------- | ----------- | ------------------- | ----------------------- | -------- |
| Antofagasta               | Antofagasta | 1966. május 14.     | Estadio Regional        | 21,178   |
| Audax Italiano            | Santiago    | 1910. november 30.  | Bicentenario            | 12,000   |
| Cobreloa                  | Calama      | 1977. január 7.     | Municipal de Calama     | 13,000   |
| Cobresal                  | El Salvador | 1979. május 5.      | El Cobre                | 15,000   |
| Colo-Colo                 | Santiago    | 1925. április 19.   | Estadio Monumental      | 45,000   |
| Barnechea                 | Santiago    | 1929. december 23.  | Las Condes              | 12,000   |
| Huachipato                | Talcahuano  | 1947. június 7.     | CAP                     | 10,500   |
| Iquique                   | Iquique     | 1978. május 21.     | Tierra de Campeones     | 9,500    |
| Ñublense                  | Chillán     | 1916. augusztus 20. | Nelson Oyarzún          | 12,000   |
| O'Higgins                 | Rancagua    | 1955. április 7.    | Codelco El Teniente     | 15,600   |
| San Marcos de Arica       | Arica       | 1978. február 14.   | Carlos Dittborn         | 14,373   |
| Santiago Wanderers        | Valparaíso  | 1892. augusztus 15. | Elías Figueroa          | 18,500   |
| Unión Española            | Santiago    | 1897. május 18.     | Santa Laura             | 22,000   |
| La Calera                 | La Calera   | 1954. január 26.    | Nicolás Chahuán         | 10,000   |
| Universidad Católica      | Santiago    | 1937. április 21.   | Apoquindo               | 16,000   |
| Universidad de Chile      | Santiago    | 1927. május 24.     | Estadio Nacional        | 47,000   |
| Universidad de Concepción | Concepción  | 1994. augusztus 8.  | Municipal de Concepción | 29,000   |

### Győztesek
| Szezon  | Szezon     | Bajnok               | Cím | Második                   | Harmadik                  | Gólkirály |
| ------- | ---------- | -------------------- | --- | ------------------------- | ------------------------- | --- |
| 1933    | 1933       | Magallanes           | 1   | Colo-Colo                 | Badminton                 | Luis Carvallo (Colo-Colo; 9 gól)                                                                                    |
| 1934    | 1934       | Magallanes           | 2   | Audax Italiano            | Colo-Colo                 | Carlos Giuduce (Audax Italiano; 19 gól)                                                                             |
| 1935    | 1935       | Magallanes           | 3   | Audax Italiano            | Badminton                 | Aurelio Domínguez (Colo-Colo; 12 gól) Guillermo Ogaz (Magallanes; 12 gól)                                           |
| 1936    | 1936       | Audax Italiano       | 1   | Magallanes                | Colo-Colo                 | Hernán Bolaños (Audax Italiano; 14 gól)                                                                             |
| 1937    | 1937       | Colo-Colo            | 1   | Magallanes                | Unión Española            | Hernán Bolaños (Audax Italiano; 16 gól)                                                                             |
| 1938    | 1938       | Magallanes           | 4   | Audax Italiano            | Colo-Colo                 | Gustavo Pizarro (Badminton; 17 gól)                                                                                 |
| 1939    | 1939       | Colo-Colo            | 2   | Santiago Morning          | Audax Italiano            | Alfonso Domínguez (Colo-Colo; 32 gól)                                                                               |
| 1940    | 1940       | Universidad de Chile | 1   | Audax Italiano            | Santiago National         | Victor Alonso (Universidad de Chile; 20 gól) Pedro Valenzuela (Magallanes; 20 gól)                                  |
| 1941    | 1941       | Colo-Colo            | 3   | Santiago Morning          | Audax Italiano            | José Profetta (Santiago National; 19 gól)                                                                           |
| 1942    | 1942       | Santiago Morning     | 1   | Magallanes                | Colo-Colo                 | Domingo Romo (Santiago Morning; 16 gól)                                                                             |
| 1943    | 1943       | Unión Española       | 1   | Colo-Colo                 | Magallanes                | Luis Machuca (Unión Española; 17 gól) Victor Mancilla Universidad Católica (17 gól)                                 |
| 1944    | 1944       | Colo-Colo            | 4   | Audax Italiano            | Magallanes                | Juan Alcantara (Audax Italiano; 19 gól) Alfonso Domínguez (Colo-Colo; 19 gól)                                       |
| 1945    | 1945       | Green Cross          | 1   | Unión Española            | Universidad de Chile      | Ubaldo Cruche (Universidad de Chile; 17 gól) Hugo Giorgi (Audax Italiano; 17 gól) Juan Zarate (Green Cross; 17 gól) |
| 1946    | 1946       | Audax Italiano       | 2   | Magallanes                | Universidad de Chile      | Ubaldo Cruche (Universidad de Chile; 25 gól)                                                                        |
| 1947    | 1947       | Colo-Colo            | 5   | Audax Italiano            | Universidad de Chile      | Apolonides Vera (Santiago National; 17 gól)                                                                         |
| 1948    | 1948       | Audax Italiano       | 3   | Unión Española            | Colo-Colo                 | Juan Zarate (Audax Italiano; 22 gól)                                                                                |
| 1949    | 1949       | Universidad Católica | 1   | Santiago Wanderers        | Audax Italiano            | Mario Lorca (Unión Española; 20 gól)                                                                                |
| 1950    | 1950       | Everton              | 1   | Unión Española            | Colo-Colo                 | Félix Díaz (Green Cross; 21 gól)                                                                                    |
| 1951    | 1951       | Unión Española       | 2   | Audax Italiano            | Colo-Colo                 | Rubén Aguilera (Santiago Morning; 21 gól) Carlos Tello (Audax Italiano; 21 gól)                                     |
| 1952    | 1952       | Everton              | 2   | Colo-Colo                 | Ferrobadminton            | René Meléndez (Everton; 30 gól)                                                                                     |
| 1953    | 1953       | Colo-Colo            | 6   | Palestino                 | Audax Italiano            | Jorge Robledo (Colo-Colo; 26 gól)                                                                                   |
| 1954    | 1954       | Universidad Católica | 2   | Colo-Colo                 | Audax Italiano            | Jorge Robledo (Colo-Colo; 25 gól)                                                                                   |
| 1955    | 1955       | Palestino            | 1   | Colo-Colo                 | Universidad de Chile      | Nicolás Moreno (Green Cross; 27 gól)                                                                                |
| 1956    | 1956       | Colo-Colo            | 7   | Santiago Wanderers        | Rangers Talca             | Guillermo Villarroel (O'Higgins; 19 gól)                                                                            |
| 1957    | 1957       | Audax Italiano       | 4   | Universidad de Chile      | Palestino                 | Gustavo Albella (Green Cross; 27 gól)                                                                               |
| 1958    | 1958       | Santiago Wanderers   | 1   | Colo-Colo                 | La Serena                 | Gustavo Albella (Green Cross; 23 gól) Carlos Verdejo (La Serena; 23 gól)                                            |
| 1959    | 1959       | Universidad de Chile | 2   | Colo-Colo                 | Santiago Wanderers        | José Benito Rios (O'Higgins; 22 gól)                                                                                |
| 1960    | 1960       | Colo-Colo            | 8   | Santiago Wanderers        | Universidad de Chile      | Juan Falcon (Palestino; 21 gól)                                                                                     |
| 1961    | 1961       | Universidad Católica | 3   | Universidad de Chile      | Colo-Colo                 | Carlos Campos (Universidad de Chile; 24 gól) Honorino Landa (Unión Española; 24 gól)                                |
| 1962    | 1962       | Universidad de Chile | 3   | Universidad Católica      | Colo-Colo                 | Carlos Campos (Universidad de Chile; 34 gól)                                                                        |
| 1963    | 1963       | Colo-Colo            | 9   | Universidad de Chile      | La Serena                 | Luis Hernán Álvarez (Colo-Colo; 37 gól)                                                                             |
| 1964    | 1964       | Universidad de Chile | 4   | Universidad Católica      | Santiago Wanderers        | Daniel Escudero (Everton; 25 gól)                                                                                   |
| 1965    | 1965       | Universidad de Chile | 5   | Universidad Católica      | Rangers Talca             | Héctor Scandolli (Rangers Talca; 25 gól)                                                                            |
| 1966    | 1966       | Universidad Católica | 4   | Colo-Colo                 | Santiago Wanderers        | Carlos Campos (Universidad de Chile; 21 gól) Felipe Bracamonte (Unión San Felipe; 21 gól)                           |
| 1967    | 1967       | Universidad de Chile | 6   | Universidad Católica      | Colo-Colo                 | Eladio Zárate (Unión Española; 28 gól)                                                                              |
| 1968    | 1968       | Santiago Wanderers   | 2   | Universidad Católica      | Universidad de Chile      | Carlos Reinoso (Audax Italiano; 21 gól)                                                                             |
| 1969    | 1969       | Universidad de Chile | 7   | Rangers Talca             | Green Cross               | Eladio Zárate (Unión Española; 22 gól)                                                                              |
| 1970    | 1970       | Colo-Colo            | 10  | Unión Española            | Universidad de Chile      | Osvaldo Castro (Deportes Concepción; 36 gól)                                                                        |
| 1971    | 1971       | Unión San Felipe     | 1   | Universidad de Chile      | Unión Española            | Eladio Zárate (Universidad de Chile; 25 gól)                                                                        |
| 1972    | 1972       | Colo-Colo            | 11  | Unión Española            | Universidad de Chile      | Fernando Espinoza (Magallanes; 25 gól)                                                                              |
| 1973    | 1973       | Unión Española       | 3   | Colo-Colo                 | Huachipato                | Guillermo Yavar (Unión Española; 21 gól)                                                                            |
| 1974    | 1974       | Huachipato           | 2   | Palestino                 | Colo-Colo                 | Julio Crisosto (Colo-Colo; 28 gól)                                                                                  |
| 1975    | 1975       | Unión Española       | 4   | Concepción                | Huachipato                | Victor Pizarro (Santiago Morning; 27 gól)                                                                           |
| 1976    | 1976       | Everton              | 3   | Unión Española            | Universidad de Chile      | Óscar Fabbiani (Palestino; 23 gól)                                                                                  |
| 1977    | 1977       | Unión Española       | 5   | Everton                   | Palestino                 | Óscar Fabbiani (Palestino; 34 gól)                                                                                  |
| 1978    | 1978       | Palestino            | 2   | Cobreloa                  | O'Higgins                 | Óscar Fabbiani (Palestino; 35 gól)                                                                                  |
| 1979    | 1979       | Colo-Colo            | 12  | Cobreloa                  | Unión Española            | Carlos Caszely (Colo-Colo; 20 gól)                                                                                  |
| 1980    | 1980       | Cobreloa             | 1   | Universidad de Chile      | Colo-Colo                 | Carlos Caszely (Colo-Colo; 26 gól)                                                                                  |
| 1981    | 1981       | Colo-Colo            | 13  | Cobreloa                  | Universidad de Chile      | Victor Cabrera (San Luis; 20 gól) Carlos Caszely (Colo-Colo; 20 gól) Luis Marcoleta (Magallanes; 20 gól)            |
| 1982    | 1982       | Cobreloa             | 2   | Colo-Colo                 | Universidad de Chile      | Jorge Luis Siviero (Cobreloa; 18 gól)                                                                               |
| 1983    | 1983       | Colo-Colo            | 14  | Cobreloa                  | Universidad de Chile      | Washington Olivera (Cobreloa; 29 gól)                                                                               |
| 1984    | 1984       | Universidad Católica | 5   | Cobresal                  | Unión Española            | Victor Cabrera (Regional Atacama; 18 gól)                                                                           |
| 1985    | 1985       | Cobreloa             | 3   | Everton                   | Colo-Colo                 | Ivo Basay (Magallanes; 19 gól)                                                                                      |
| 1986    | 1986       | Colo-Colo            | 15  | Palestino                 | Cobreloa                  | Sergio Salgado (Cobresal; 18 gól)                                                                                   |
| 1987    | 1987       | Universidad Católica | 6   | Colo-Colo                 | Cobreloa                  | Osvaldo Hurtado (Universidad Católica; 21 gól)                                                                      |
| 1988    | 1988       | Cobreloa             | 4   | Cobresal                  | Iquique                   | Gustavo De Luca (La Serena; 18 gól) Juan José Oré (Iquique; 18 gól)                                                 |
| 1989    | 1989       | Colo-Colo            | 16  | Universidad Católica      | Cobreloa                  | Rubén Martínez (Cobresal; 25 gól)                                                                                   |
| 1990    | 1990       | Colo-Colo            | 17  | Universidad Católica      | Unión Española            | Rubén Martínez (Colo-Colo; 22 gól)                                                                                  |
| 1991    | 1991       | Colo-Colo            | 18  | Coquimbo Unido            | Universidad Católica      | Rubén Martínez (Colo-Colo; 23 gól)                                                                                  |
| 1992    | 1992       | Cobreloa             | 5   | Colo-Colo                 | Universidad Católica      | Aníbal González (Colo-Colo; 24 gól)                                                                                 |
| 1993    | 1993       | Colo-Colo            | 19  | Cobreloa                  | Universidad Católica      | Marco Antonio Figueroa (Cobreloa; 18 gól)                                                                           |
| 1994    | 1994       | Universidad de Chile | 8   | Universidad Católica      | O'Higgins                 | Alberto Acosta (Universidad Católica; 33 gól)                                                                       |
| 1995    | 1995       | Universidad de Chile | 9   | Universidad Católica      | Colo-Colo                 | Gabriel Caballero (CD Antofagasta; 18 gól) Aníbal González (Palestino; 18 gól)                                      |
| 1996    | 1996       | Colo-Colo            | 20  | Universidad Católica      | Cobreloa                  | Mario Véner (Santiago Wanderers; 30 gól)                                                                            |
| 1997    | Apertura   | Universidad Católica | 7   | Colo-Colo                 | Universidad de Chile      | David Bisconti (Universidad Católica; 15 gól)                                                                       |
| 1997    | Clausura   | Colo-Colo            | 21  | Universidad Católica      | Audax Italiano            | Richard Báez (Universidad de Chile; 10 gól) Rubén Vallejos (Puerto Montt; 10 gól)                                   |
| 1998    | 1998       | Colo-Colo            | 22  | Universidad de Chile      | Universidad Católica      | Pedro González (Universidad de Chile; 23 gól)                                                                       |
| 1999    | 1999       | Universidad de Chile | 10  | Universidad Católica      | Cobreloa                  | Mario Núñez (O'Higgins; 34 gól)                                                                                     |
| 2000    | 2000       | Universidad de Chile | 11  | Cobreloa                  | Colo-Colo                 | Pedro González (Universidad de Chile; 26 gól)                                                                       |
| 2001    | 2001       | Santiago Wanderers   | 3   | Universidad Católica      | Universidad de Chile      | Héctor Tapia (Colo-Colo; 24 gól)                                                                                    |
| 2002    | Apertura   | Universidad Católica | 8   | Rangers Talca             | -                         | Sebastián González (Colo-Colo; 18 gól)                                                                              |
| 2002    | Clausura   | Colo-Colo            | 23  | Universidad Católica      | -                         | Manuel Neira (Colo-Colo; 14 gól)                                                                                    |
| 2003    | Apertura   | Cobreloa             | 6   | Colo-Colo                 | -                         | Salvador Cabañas (Audax Italiano; 18 gól)                                                                           |
| 2003    | Clausura   | Cobreloa             | 7   | Colo-Colo                 | -                         | Gustavo Biscayzacú (Unión Española; 21 gól)                                                                         |
| 2004    | Apertura   | Universidad de Chile | 12  | Cobreloa                  | -                         | Patricio Galaz (Cobreloa; 23 gól)                                                                                   |
| 2004    | Clausura   | Cobreloa             | 8   | Unión Española            | -                         | Patricio Galaz (Cobreloa; 19 gól)                                                                                   |
| 2005    | Apertura   | Unión Española       | 6   | Coquimbo Unido            | -                         | Joel Estay (Everton; 13 gól) Álvaro Sarabia (Puerto Montt; 13 gól) Héctor Mancilla (Huachipato; 13 gól)             |
| 2005    | Clausura   | Universidad Católica | 9   | Universidad de Chile      | -                         | Cristián Montecinos (Concepción; 13 gól) Gonzalo Fierro (Colo-Colo; 13 gól) César Díaz (Cobresal; 13 gól)           |
| 2006    | Apertura   | Colo-Colo            | 24  | Universidad de Chile      | -                         | Humberto Suazo (Colo-Colo; 19 gól)                                                                                  |
| 2006    | Clausura   | Colo-Colo            | 25  | Audax Italiano            | -                         | Leonardo Monje (Universidad de Concepción; 17 gól)                                                                  |
| 2007    | Apertura   | Colo-Colo            | 26  | Universidad Católica      | -                         | Humberto Suazo (Colo-Colo; 18 gól)                                                                                  |
| 2007    | Clausura   | Colo-Colo            | 27  | Universidad de Concepción | -                         | Carlos Villanueva (Audax Italiano; 20 gól)                                                                          |
| 2008    | Apertura   | Everton              | 4   | Colo-Colo                 | -                         | Lucas Barrios (Colo-Colo; 19 gól)                                                                                   |
| 2008    | Clausura   | Colo-Colo            | 28  | Palestino                 | -                         | Lucas Barrios (Colo-Colo; 18 gól)                                                                                   |
| 2009    | Apertura   | Universidad de Chile | 13  | Unión Española            | -                         | Esteban Paredes (Santiago Morning; 17 gól)                                                                          |
| 2009    | Clausura   | Colo-Colo            | 29  | Universidad Católica      | -                         | Diego Rivarola (Santiago Morning; 13 gól)                                                                           |
| 2010    | 2010       | Universidad Católica | 10  | Colo-Colo                 | Audax Italiano            | Milovan Mirosevic (Universidad Católica; 19 gól)                                                                    |
| 2011    | Apertura   | Universidad de Chile | 14  | Universidad Católica      | -                         | Matías Urbano (Unión San Felipe; 12 gól)                                                                            |
| 2011    | Clausura   | Universidad de Chile | 15  | Cobreloa                  | -                         | Esteban Paredes (Colo-Colo; 14 gól)                                                                                 |
| 2012    | Apertura   | Universidad de Chile | 16  | O'Higgins                 | -                         | Enzo Gutiérrez (O'Higgins; 11 gól)                                                                                  |
| 2012    | Clausura   | Huachipato           | 2   | Unión Española            | -                         | Sebastián Sáez (Audax Italiano; 13 gól)                                                                             |
| 2013    | Transición | Unión Española       | 7   | Universidad Católica      | Cobreloa                  | Javier Elizondo (CD Antofagasta; 14 gól) Sebastián Sáez (Audax Italiano; 14 gól)                                    |
| 2013–14 | Apertura   | O'Higgins            | 1   | Universidad Católica      | Unión Española            | Luciano Vázquez (Ñublense; 11 gól)                                                                                  |
| 2013–14 | Clausura   | Colo-Colo            | 30  | Universidad Católica      | O'Higgins                 | Esteban Paredes (Colo-Colo; 16 gól)                                                                                 |
| 2014–15 | Apertura   | Universidad de Chile | 17  | Santiago Wanderers        | Colo-Colo                 | Esteban Paredes (Colo-Colo; 12 gól)                                                                                 |
| 2014–15 | Clausura   | Cobresal             | 1   | Colo-Colo                 | Huachipato                | Jean Paul Pineda (Unión La Calera; 14 gól) Esteban Paredes (Colo-Colo; 11 gól)                                      |
| 2015–16 | Apertura   | Colo-Colo            | 31  | Universidad Católica      | Universidad de Concepción | Marcos Riquelme (CD Palestino; 11 gól)                                                                              |
| 2015–16 | Clausura   | Universidad Católica | 11  | Colo-Colo                 | O'Higgins                 | Nicolás Castillo (Universidad Católica; 11 gól)                                                                     |
| 2016–17 | Apertura   | Universidad Católica | 12  | Iquique                   | Unión Española            | Nicolás Castillo (Universidad Católica; 13 gól)                                                                     |
| 2016–17 | Clausura   |                      |     |                           |                           | |

## Bajnoki címek csapatonként
| Csapat               | Bajnok | Bajnoki évek |
| -------------------- | ------ | --- |
| Colo-Colo            | 31     | 1937, 1939, 1941, 1944, 1947, 1953, 1956, 1960, 1963, 1970, 1972, 1979, 1981, 1983, 1986, 1989, 1990, 1991, 1993, 1996, 1997 Clausura, 1998, 2002 Clausura, 2006 Apertura, 2006 Clausura, 2007 Apertura, 2007 Clausura, 2008 Clausura, 2009 Clausura, 2014 Clausura, 2015 Apertura |
| Universidad de Chile | 17     | 1940, 1959, 1962, 1964, 1965, 1967, 1969, 1994, 1995, 1999, 2000, 2004 Apertura, 2009 Apertura, 2011 Apertura, 2011 Clausura, 2012 Apertura, 2014 Apertura |
| Universidad Católica | 12     | 1949, 1954, 1961, 1966, 1984, 1987, 1997 Apertura, 2002 Apertura, 2005 Clausura, 2010, 2016 Clausura, 2016 Apertura |
| Cobreloa             | 8      | 1980, 1982, 1985, 1988, 1992, 2003 Apertura, 2003 Clausura, 2004 Clausura |
| Unión Española       | 7      | 1943, 1951, 1973, 1975, 1977, 2005 Apertura, 2013 Transición |
| Audax Italiano       | 4      | 1936, 1946, 1948, 1957 |
| Everton              | 4      | 1950, 1952, 1976, 2008 Apertura |
| Magallanes           | 4      | 1933, 1934, 1935, 1938 |
| Santiago Wanderers   | 3      | 1958, 1968, 2001 |
| Huachipato           | 2      | 1974, 2012 Clausura |
| Palestino            | 2      | 1955, 1978 |
| Green Cross          | 1      | 1945 |
| Cobresal             | 1      | 2015 Clausura |
| O'Higgins            | 1      | 2013 Apertura |
| San Felipe           | 1      | 1971 |
| Santiago Morning     | 1      | 1942 |

## Fordítás
- Ez a szócikk részben vagy egészben  a   Primera División de Chile című angol Wikipédia-szócikk fordításán alapul.  Az eredeti cikk szerkesztőit annak laptörténete sorolja fel. Ez a jelzés csupán a megfogalmazás eredetét és a szerzői jogokat jelzi, nem szolgál a cikkben szereplő információk forrásmegjelöléseként.
- Ez a szócikk részben vagy egészben  a   Primera División de Chile című spanyol Wikipédia-szócikk fordításán alapul.  Az eredeti cikk szerkesztőit annak laptörténete sorolja fel. Ez a jelzés csupán a megfogalmazás eredetét és a szerzői jogokat jelzi, nem szolgál a cikkben szereplő információk forrásmegjelöléseként.